# Мери
Мери (итал. Merì) је насеље у Италији у округу Месина, региону Сицилија.
Према процени из 2011. у насељу је живело 1988 становника. Насеље се налази на надморској висини од 63 м.

## Становништво
Према резултатима пописа становништва 2011. у општини је живело 2.396 становника.
| 1936. | 1951. | 1961. | 1971. | 1981. | 1991. | 2001. | 2011. |
| ----- | ----- | ----- | ----- | ----- | ----- | ----- | ----- |
| 1.756 | 1.963 | 2.035 | 1.925 | 1.831 | 1.984 | 2.186 | 2.396 |